# 蒙图略
蒙图略（法語：Montoulieu，法語發音：[mɔ̃tuljø]）是法国阿列日省的一个市镇，属于富瓦区。

## 地理
蒙图略（42°54'29"N, 1°37'42"E）面积14.12 平方千米，位于法国奧克西塔尼大區阿列日省，该省份为法国西南部内陆省份，西部和北部与上加龙省接壤，东临奥德省，东南至东比利牛斯省接壤，南与安道尔和西班牙接壤。
与蒙图略接壤的市镇（或旧市镇、城区）包括：阿里尼亚克、贝代亚克和艾纳、加纳克、梅尔屈加尔拉贝、普拉约勒、圣保罗德雅拉、索拉特。

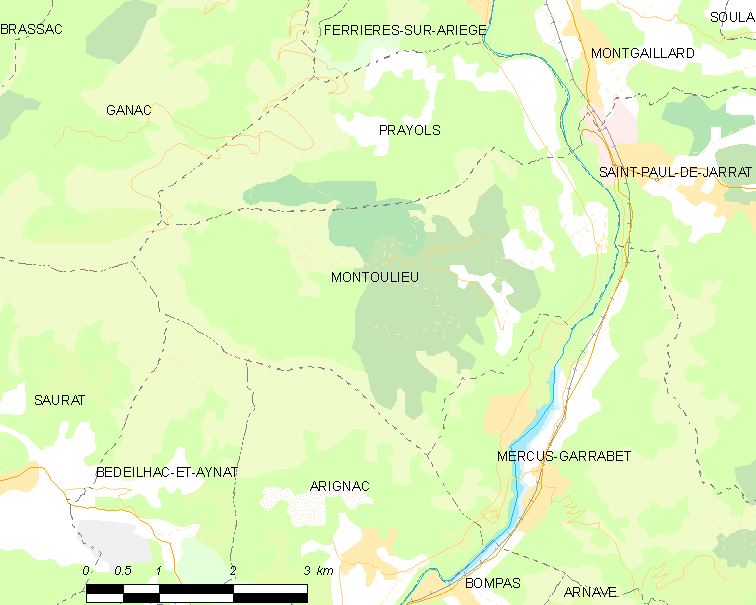
蒙图略的OSM定位图

蒙图略的时区为UTC+01:00、UTC+02:00（夏令时）。

## 行政
蒙图略的邮政编码为09000，INSEE市镇编码为09210。

## 政治
蒙图略所属的省级选区为萨巴尔泰斯县。

## 人口

1962-2008年间蒙图略人口变化图示

蒙图略于2022年1月1日时的人口数量为416人。